# Stiffe
Stiffe és un cràter de l'asteroide de la família Coronis del cinturó principal, (243) Ida, situat amb el sistema de coordenades planetocèntriques a -27.9 ° de latitud nord i 126.5 ° de longitud est. Fa un diàmetre de 1.5 km. El nom va ser fet oficial per la UAI el 1997 i fa referència a la cova d'Stiffe, una cova càrstica de Sulmona (Itàlia).